# 烏利亞山

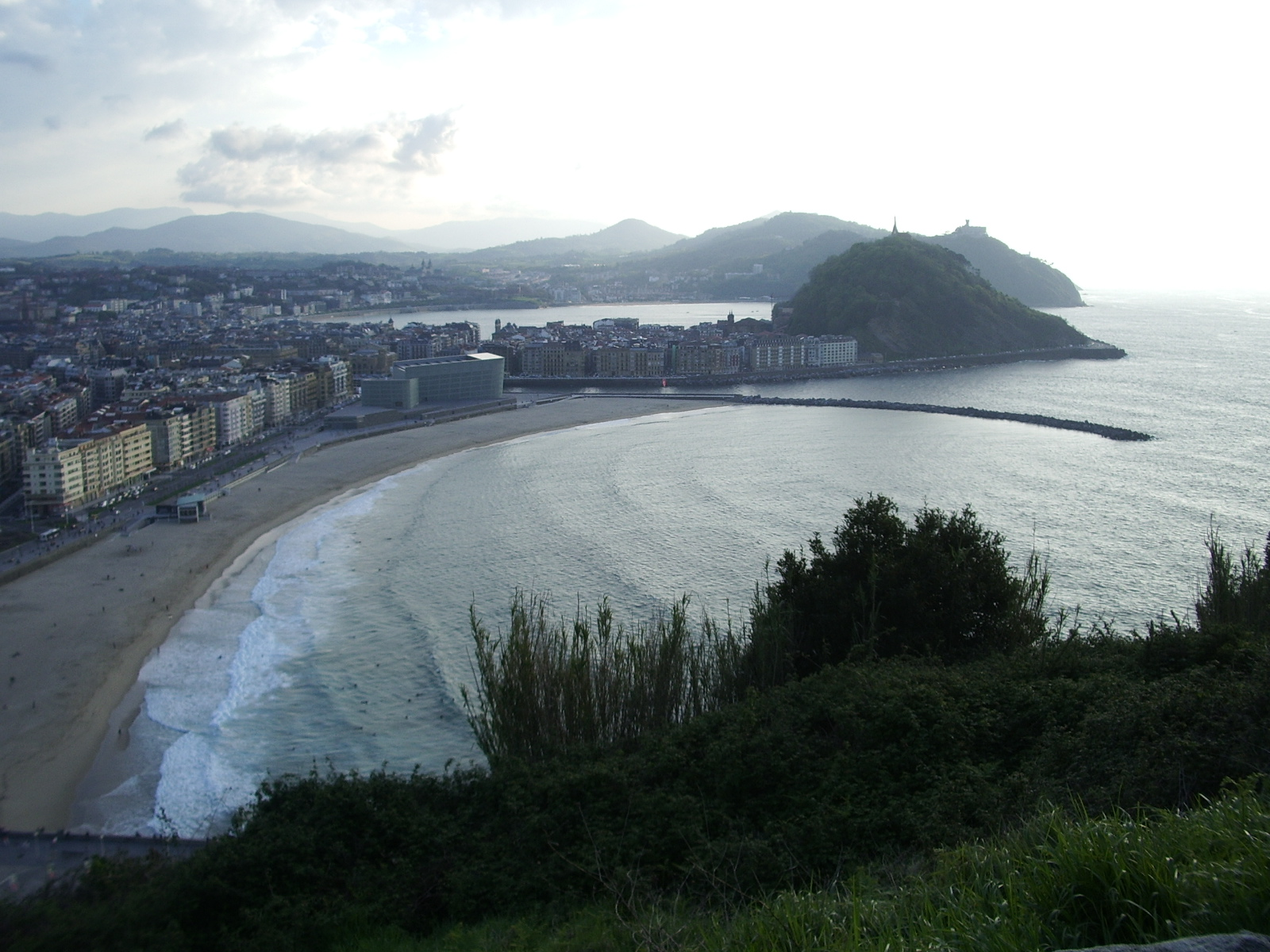

烏利亞山（西班牙語：Monte Ulía），是西班牙的山脈，位於該國北部巴斯克地區，處於聖塞瓦斯蒂安以東，屬於比利牛斯山的一部分，最高點海拔高度243米。
43°19′51″N 1°57′36″W / 43.33083°N 1.96000°W